# 诺基亚6010
诺基亚6010是一款入门级的手机，使用诺基亚Series 30系统，96×65的彩色屏幕。它工作在北美GSM-1900和GSM-850的频段网络上，支持通过GPRS和WAP手机上网，通过这些网络连接用户能够下载基于Java的程序，背景图片和多和弦的铃声。支持SMS和MMS信息服务，并且在最新的版本中整合了一个用于登录AOL和ICQ的IM客户端。6010属于DCT4硬件版本，后期拥有很受欢迎的收音机功能目前T-mobile是唯一的还在出售6010的主要GSM运营商，它很有可能在今后被新的机型所取代。

## 功能特点
- 网络制式: GSM-850/GSM-1900
- 重量: 111克
- 尺寸: 4.68"×1.97"×0.90" (119×50×23 mm)
- 样式: 直板
- 内藏天线
- 通话时间: 5.50 小时 (330 分钟)
- 待机时间: 240 小时 (10 天)
- 电池种类: 锂离子电池
- 1000mAh
- 显示屏类型: LCD (彩色 STN)
- 发色数: 4096 (12-bit)
- 尺寸: 96×65 pixels